# Full-défense
Pour les articles homonymes, voir Full et Défense.

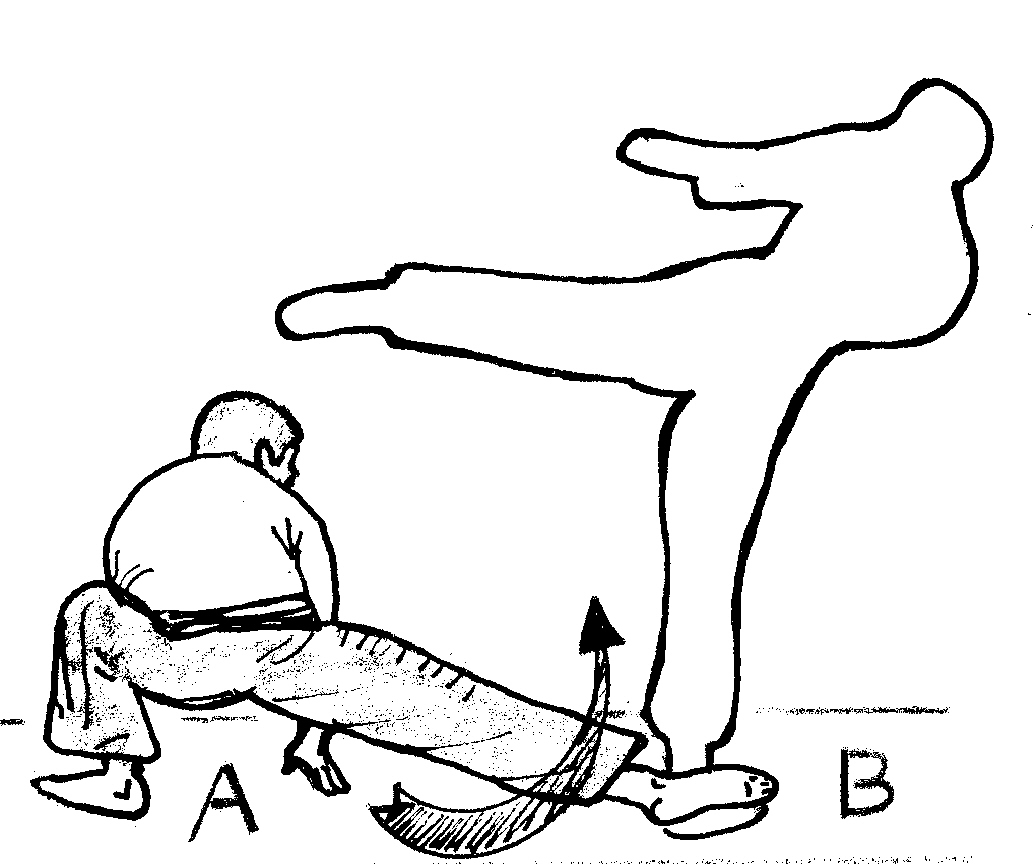
Balayage sur une attaque en coup de pied

Partie intégrante des disciplines de la fédération française de full contact et disciplines associées (FFFC-DA), elle est née dans les années 1990. Cette pratique de combat est destinée, comme son nom l’indique, à se défendre. Les techniques utilisées tiennent du Full-contact.

## Source
- Dictionnaire encyclopédique de la boxe et des autres boxes, A.D., 1981